# Ladyfest

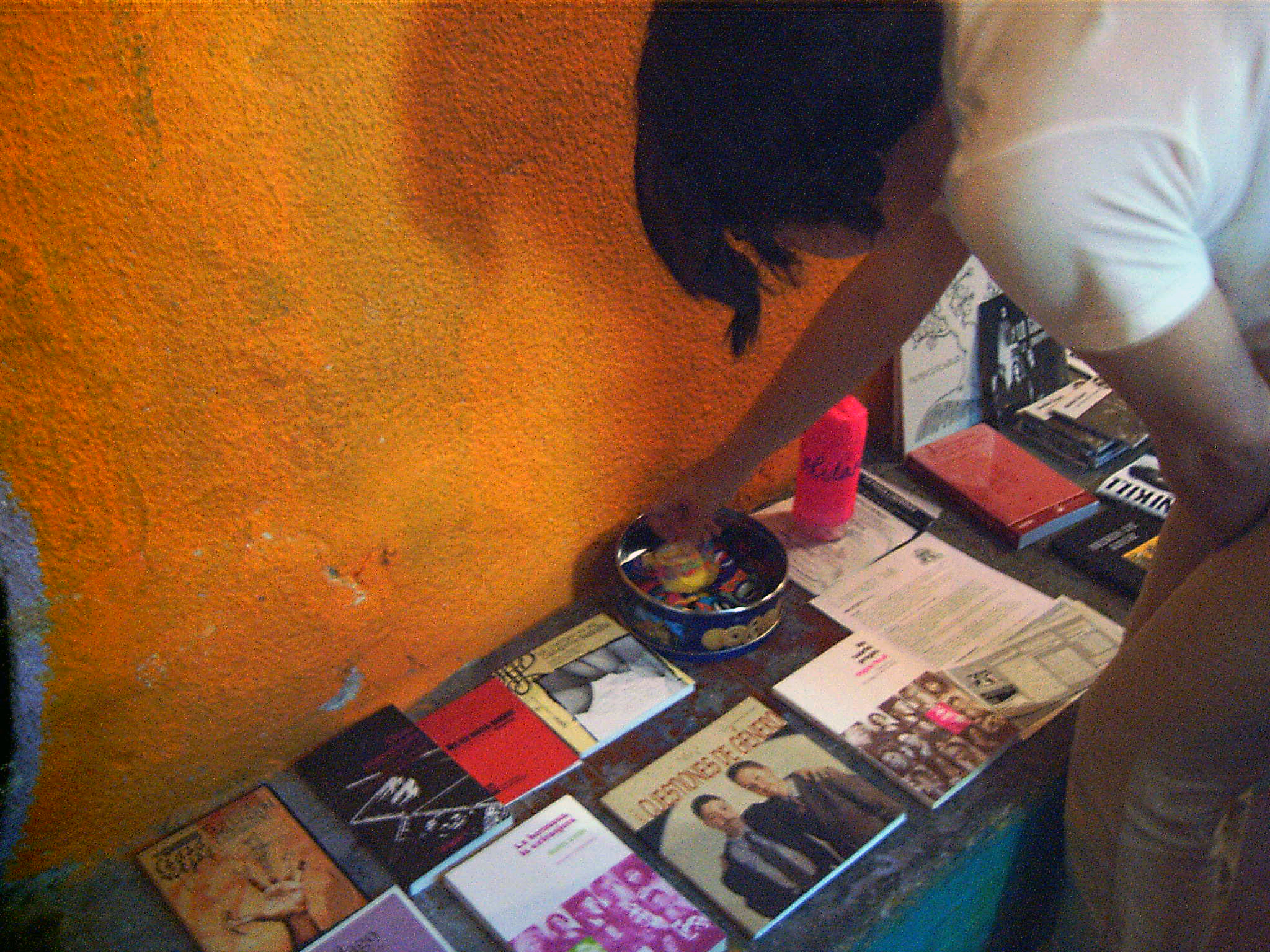
Fanzine- und CD-Stand auf einem Ladyfest

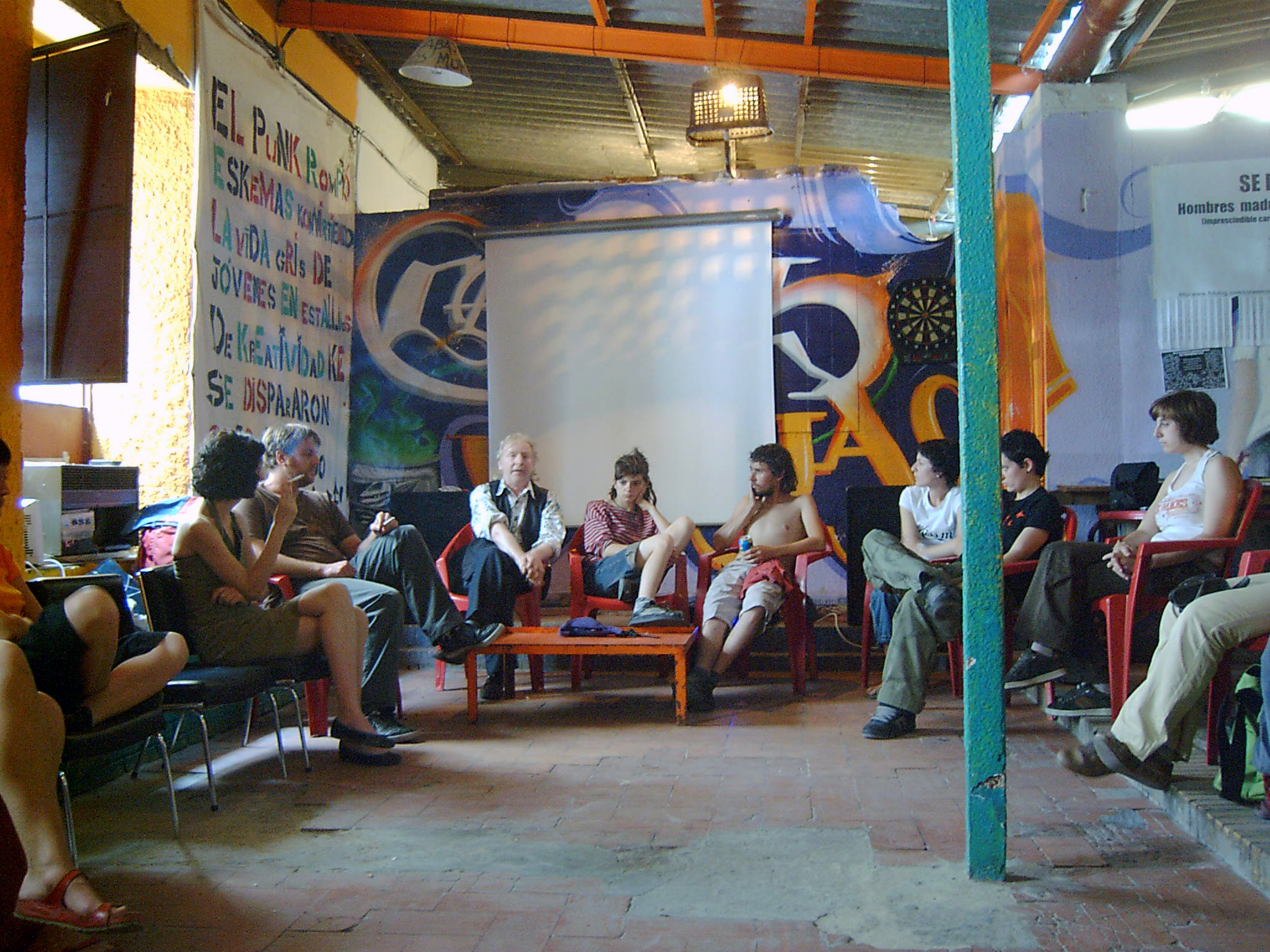
Workshop auf einem Ladyfest

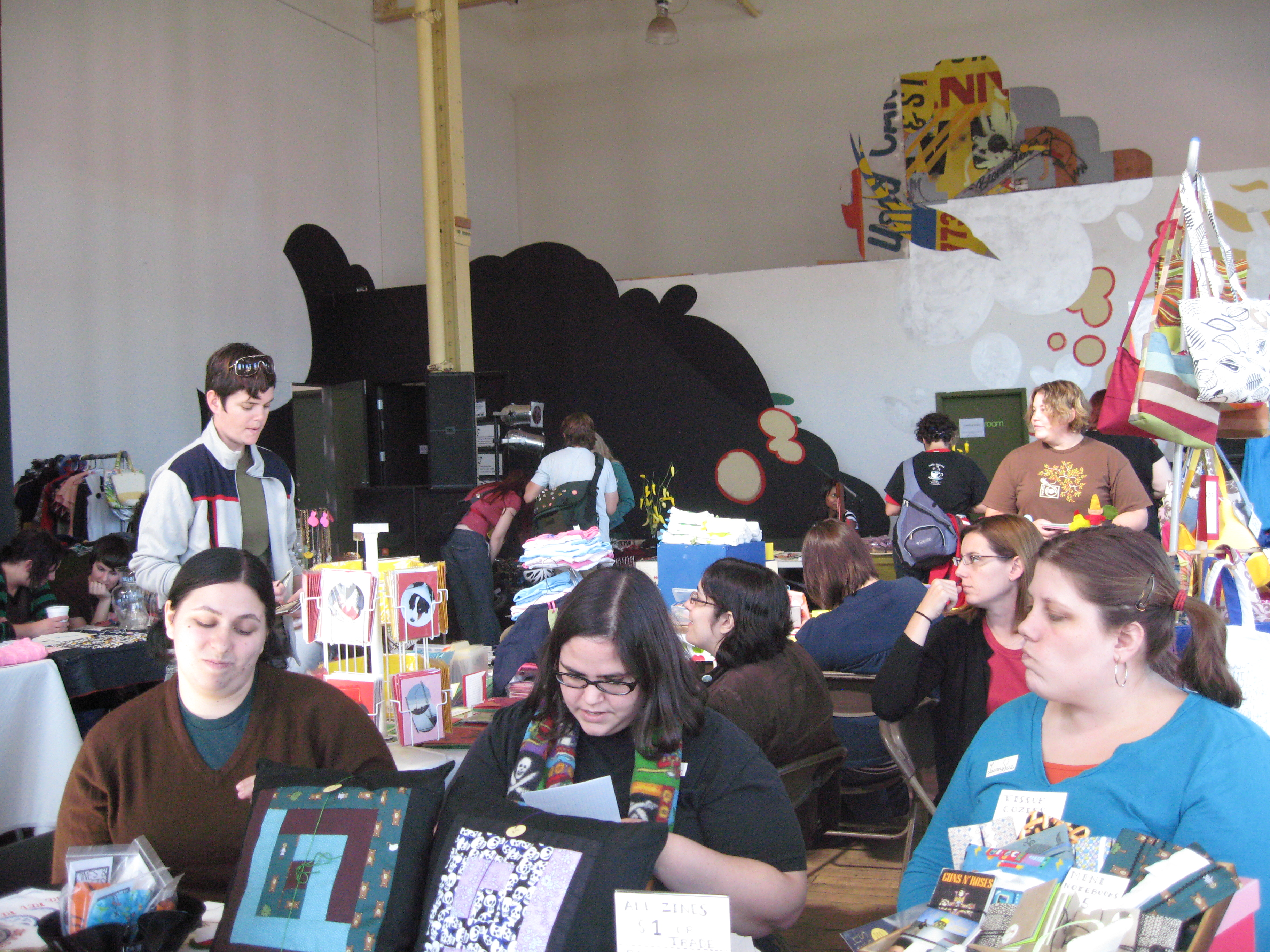
Handarbeitsmesse auf einem Ladyfest

Ein Ladyfest ist eine Kunst-Veranstaltung, die meist von Frauen und Transgender-Personen organisiert werden. Sie teilen die gemeinsame Zielsetzung, einer Unterrepräsentation von Frauen und Mädchen innerhalb der Musik- und Kunstszene entgegenzutreten.
Das erste Ladyfest fand im August 2000 in Olympia (Washington) statt und inspirierte eine Teilnehmerin im Folgejahr zum ersten Girls Rock Camp. Im Jahr darauf gab es fünf Veranstaltungen dieser Art, darunter auch eine in Europa, in Glasgow (Schottland). Seither hat die Anzahl der weltweit organisierten Ladyfeste jährlich zugenommen. Das erste Ladyfest in Deutschland fand 2003 in Hamburg statt.
Die Ladyfest-Idee greift subkulturelle Elemente aus der Riot-Grrrl-Bewegung und von DIY-Ansätzen auf und entwickelt sie weiter; üblicherweise gibt es bei der mehrtägigen Veranstaltung ein breites Angebot an Workshops, Konzerten, Partys, Lesungen, Filmen, Diskussionsveranstaltungen und Ausstellungen mit queer/feministischer Thematik.